# エウメネス2世
エウメネス2世（古代ギリシア語: Εὐμένης Β' τῆς Περγάμου, Eumenes II, ? - 紀元前159年）は、アッタロス朝の君主である（在位：紀元前197年 - 紀元前159年）。

## 生涯
アッタロス1世とアポロニスの息子として生まれ、父の後を継ぐと共和政ローマと協力してマケドニア王国、セレウコス朝がエーゲ海地方に領土を広げるのを阻止し、紀元前190年にマグネシアの戦いでアンティオコス3世を破った。紀元前188年にアパメイアの和約が結ばれると、彼はフリュギア、リュディア、ピシディア、パンフィリア、そしてリュキアの一部を同盟国のローマから解放した。後にローマは彼がペルセウスと共謀していると疑い、紀元前167年に弟のアッタロス2世を買収してペルガモン王国の王位を狙わせ、またエウメネス2世の弁明のためのイタリアへの入国を拒否した。
エウメネス2世の功績の1つは、古代世界で有数の図書館の1つであるペルガモン王国の図書館を拡張したことである。彼はまたアテナイのアクロポリスにエウメネスの柱廊を作った。妻のストラトニケは、カッパドキア王アリアラテス4世の娘であり、アッタロス3世の母である。彼らの息子が幼かったため、王位は弟のアッタロス2世が継ぎ、彼は未亡人のストラトニケと結婚した。

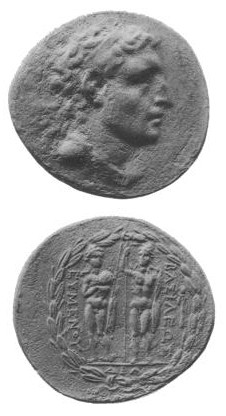
エウメネス2世が描かれた硬貨